# Elektrovojvodina (budova)
Elektrovojvodina (v srbské cyrilici Електровојводина) je název pro budovu stejnojmenné energetické firmy. Nachází se v Novém Sadu, na bulváru Osvobození (Bulevaru Oslobođenja).
Budova v brutalistickém stylu byla vybudována podle architekta Milana Matoviće a dokončena v roce 1977. Spolu s Matovićem se na projektu podíleli Branislav Ivanović, Lászlo Erdély a Bratislav Karadžić.
Rozlehlou administrativní stavbu tvoří několik vzájemně propojených celků, odpovídající tehdejší populární koncepci vzájemně propojených menších staveb pomocí mostů v různých výškách. Ve své době se jednalo o největší stavbu, která na Bulváru vznikla. Měla být první z řady budov veřejných institucí/státních, resp. oblastních firem, které měly v dané lokalitě sídlit, plánované další stavby však povětšinou nebyly realizovány.